# Frederic Manaut
Frederic Manaut (Reus, 8 de maig de 1868 - Toló, 14 de març de 1944) va ser un enginyer que desenvolupà la seva vida política a França.

## Biografia
La seva mare era Octavia Ribas natural de Sant Pau de Fenollet i el seu pare Víctor Manaut natural de Nebiàs, enginyer de ferrocarrils, havia participat en la construcció de la línia fèrria de Reus a Montblanc i Lleida, i Frederic havia nascut en aquesta ciutat. Marxà després a Toló on estudià enginyeria. Va ser Conseller de Comerç Exterior, Conseller General i President del Consell General dels Pirineus Orientals i Diputat a l'Assemblea Nacional de 1910 a 1914 pel partit radical-socialista francès. Fou pare del també diputat René Manaut.